# Апогей БК-01
«Апогей БК-01» — советский 8-разрядный бытовой компьютер, разработанный на базе Радио 86РК. Выпускался серийно с 1988 года. Также была выпущена более поздняя модификация этого компьютера под названием «Апогей БК-01Ц», в которой появилась поддержка цвета.
Цена в 1989 году: 650 руб.

## Технические характеристики
- Процессор: КР580ВМ80А на частоте 1,78 МГц
- Память: ОЗУ — 64 КБ, из них пользователю доступно 56,25 КБ, ПЗУ — 4 КБ
- Видео: Только текстовый режим (с наличием псевдографики в знакогенераторе). Знакогенератор программно не изменяется. Цвет: 1 бит (ч/б); есть режимы выделения символов повышением яркости и/или миганием и/или инверсией.
  - Видеорежим 1: Видимое поле 64×25 знакомест, 6×8 точек каждое.
  - Видеорежим 2: Видимое поле 64×50 знакомест, 6×4 точки каждое (или 192×128 точек псевдографики).
- Звук: КР580ВИ53, трёхканальный, 1 бит на канал.
- Внешняя память, поддерживаемая базовой операционной системой («МОНИТОРом»): бытовой кассетный магнитофон (чтение/запись на скорости 1200 бод для кассеты МЭК-60-I); и ПЗУ объёмом до 64 КБ, подключаемое через имеющийся порт ввода-вывода (только чтение).
- Устройство отображения данных: бытовой ч/б телевизор, ламповый или полупроводниковый, с установленным НЧ-видеовходом или без него (через модулятор). Для модификации «БК-01Ц» — для получения цветного изображения потребуется полупроводниковый телевизор или видеомонитор с установленным триадным (RGB) видеовходом, например, стандарта SCART или его отечественный аналог.
- Размеры: системный блок с интегрированной клавиатурой — 400×240×55 мм, блок питания (отдельный) — 170×104×90 мм.
- Охлаждение пассивное, ЭВМ является бесшумной.
- Производился в СССР, 301730 Тульская обл., Кимовский р-н, пос. Лесной, завод БРА. Завод выпускал также, в том числе и под той же маркой, бытовую радиоаппаратуру.
- Цена на февраль 1990 года — 560 руб.

## Программное обеспечение
- Интерпретатор Бейсик: три вида, из которых совместимыми были два, Бейсик-РК и Бейсик-ГРАФИЧЕСКИЙ.
- Комплект из текстового редактора (2 КБ), ассемблера (2 КБ) и дизассемблера (2 КБ).
- Около десятка игр на Ассемблере и столько же на Бейсике.
- Прикладные программы на Бейсике для расчётов по высшей математике и статистике.

Штатное ПО поставлялось записанным на две бытовые компакт-кассеты МК-60-I. Каждая запись (программа) снабжалась голосовым маркером (вступлением) перед её началом.

## Эмуляторы
- Emu80
- Эмулятор 3000